# Un príncipe para...
Un príncipe para... fue un programa de televisión español producido por Mediaset España en colaboración con Eyeworks Cuatro Cabezas para el canal Cuatro. El formato es presentado por Luján Argüelles. En el programa, un grupo de hombres de distintos perfiles debían intentar conquistar el corazón de una «princesa». Su estreno se produjo el 12 de mayo de 2013 en horario de máxima audiencia y su primera protagonista fue Corina Randazzo.
El 9 de julio de 2013, el mismo día en que finalizaba la primera temporada de este espacio, el canal Cuatro anunció la renovación por una nueva entrega de episodios y, además, confirmó que sería con otra protagonista llamada Laura Parejo. El estreno de la segunda temporada se produjo el jueves 3 de abril de 2014 a las 22:30 horas.
En el Verano de 2015, se da luz verde a una tercera temporada del formato en que estará protagonizado por tres protagonistas y que tiene previsto su estreno a principios de 2016 y será grabado en Marbella.
Su tercera temporada llamada Un príncipe para tres princesas y presentada por Luján Arguelles se estrenó el 11 de enero de 2016 a las 22h30 en la misma cadena de sus dos anteriores temporadas en Cuatro.

## Mecánica
Veinticuatro aspirantes de todo tipo de perfiles y condición, divididos en cuatro grupos de seis personas cada uno —guapos, simpáticos, 'nerds' y únicos— tratarán de impresionar a las protagonistas del cuento, en busca del amor.
Cada aspirante convivirá con los compañeros de su grupo durante todo el programa y tendrán que pasar todo tipo de pruebas y citas para poder conquistar a su joven princesa.

## Equipo

### Presentadora
| Presentador/a   | Información  | Cuatro (canal de televisión) | Cuatro (canal de televisión) | Cuatro (canal de televisión) |
| Presentador/a   | Información  | 1                            | 2                            | 3                            |
| Presentador/a   | Información  | 2013                         | 2014                         | 2016                         |
| --------------- | ------------ | ---------------------------- | ---------------------------- | ---------------------------- |
| Luján Argüelles | Presentadora |                              |                              |                              |

## Localización
Durante la primera temporada, el programa se desarrolló en la isla de Tenerife. En Jardines de Franchy se realizaba la grabación, y en Finca Saroga el lugar donde los participantes se hospedaron. Se incluyen varias playas y tiene un paisaje muy variado que facilita la realización de las citas y el show.
En la segunda edición del programa, el destino escogido para realizar las grabaciones fue la Isla de Madeira (Portugal). El equipo grabó todo el programa en un pueblo casi de cuento.
En la tercera edición del programa, el destino escogido para realizar las grabaciones fue la costa del sol, en ciudades como Estepona o Marbella.

## Producción
Los miembros del equipo técnico de Eyeworks España confesaron que «a Corina la encontramos y descubrimos en una discoteca de Málaga». La joven, por su parte, explicó que «nunca me esperé ser protagonista de un programa. Nunca me llamó la atención». Además recalcó que «el equipo me convenció y fui directa al casting». En cuanto a la producción del espacio, las grabaciones tuvieron lugar en Tenerife entre los meses de marzo y abril.
Edie Walter, director general de la compañía Eyeworks España, explicó en la rueda de presentación de Un príncipe para Corina el 9 de mayo de 2013, que en este formato «se ha utilizado el mismo equipo que ¿Quién quiere casarse con mi hijo? y agradecemos a Cuatro su confianza». Por otro lado, comentó que «es un programa de nueva generación en el que se buscará el amor verdadero con mucho humor [...] Queremos salirnos de los datings habituales, porque en otros espacios solo vemos a chicos guapos».

## Un príncipe para Corina (2013)

### Protagonista
| Protagonista    | Edad    | Profesión   |
| --------------- | ------- | ----------- |
| Corina Randazzo | 21 años | Dependienta |

La protagonista del cuento fue Corina Nadia Randazzo Lagamma, que dio título a la primera edición del programa de telerrealidad del canal Cuatro («Un príncipe para Corina»). La joven, afincada en Coín (Málaga) con sus padres y hermanos, tenía entonces 21 años de edad y era dependienta. Corina es argentina y también tiene la nacionalidad española, y en el programa deberá elegir entre veinticuatro aspirantes a su príncipe azul.
En una entrevista formulada por el periódico digital ABC, Corina reconoció que nunca le ha interesado el mundo de la televisión, sin embargo, en el programa, la joven llegará dispuesta a enamorarse y sobre todo a aprovecharse de los candidatos que se le presenten.

### Equipos
A continuación se detallan los cuatro grupos de conquistadores.
|               |    | Guapos                 | Únicos                  | Simpáticos                    | Nerds                    |
| ------------- | -- | ---------------------- | ----------------------- | ----------------------------- | ------------------------ |
| Participantes | 01 | Pascual Fernández (29) | Brian de la Vega (24)   | Luis Enrique Pastor (41)      | Andrés Jesús Martín (23) |
| Participantes | 02 | Diego Betancort (24)   | Luis Casas (22)         | Borja Castiello (27)          | David Pedre (27)         |
| Participantes | 03 | Jorge Caín (21)        | Yong Li (18)            | Guillermo Torre del Amor (30) | Álvaro Colina (20)       |
| Participantes | 04 | Pau Montaner (22)      | Iván Fernández (20)     | Álvaro Roque (30)             | Carlos Díaz (22)         |
| Participantes | 05 | Roberto Martínez (20)  | Restituto Valverde (34) | Manuel Salamanca (31)         | Xavi Falcón (34)         |
| Participantes | 06 | Alejandro Guimera (31) | Pedro Garcés (43)       | Arnau Esteve (22)             | Jaime Gispert (30)       |

#### Mundo televisivo
- Corina Randazzo, participó en la novena edición de ¡Mira quién baila! en La 1 quedando como cuarta finalista. Actualmente, mantiene una relación con el actor Israel Rodríguez.
- Pascual Fernández tras romper la relación con Corina, decidió buscar pareja como tronista en Mujeres y hombres y viceversa de Telecinco, tras un corto periodo en el trono abandonó solo el programa. En 2014 participó como concursante en el reality Supervivientes 2014 de Telecinco y fue el tercer expulsado. En 2016 concursó en el reality chileno ¿Volverías con tu ex? junto a su expareja Gemma Collado y en 2017 hizo lo propio en Doble tentación.
- David Pedre, participó como concursante en la primera edición de Campamento de Verano en Telecinco, donde fue expulsado de manera forzosa por la organización.
- Yong Li, trabajaba como gancho del amor en el programa de chicos en Mujeres y hombres y viceversa de Telecinco, además participó como concursante en Supervivientes 2014 en Telecinco, quedando como tercer finalista de la edición. También tuvo una breve sección en Sálvame llamada Cuentos chinos.
- Alyson Eckmann, la chica que apareció para poner a prueba a los chicos y a Corina, tras el programa trabajó en el programa radiofónico No te cortes de Los 40 Principales, lo que le abrió bastantes oportunidades en el mundo televisivo, llegando a ser una de las presentadoras de Hable con ellas (Telecinco), o asistiendo como invitada en la quinta edición del programa de Antena 3, Tu cara me suena imitando a Tracy Chapman con la canción «Fast Car», o haciendo un cameo en dos capítulos de la famosa serie La que se avecina. Tras esto, entra como concursante en Gran Hermano VIP 5, resultando ganadora con el 58,08% de los votos de la audiencia.

### Estadísticas semanales
|           | Gala 1   | Gala 2   | Gala 3   | Gala 4             | Gala 5             | Gala 6             | Gala 7             | Semifinal          | Final   |
| --------- | -------- | -------- | -------- | ------------------ | ------------------ | ------------------ | ------------------ | ------------------ | ------- |
| Pascual   | Continúa | Continúa | Continúa | Príncipe Finalista | Príncipe Finalista | Príncipe Finalista | Príncipe Finalista | Príncipe Finalista | Ganador |
| Diego     | Continúa | Continúa | Continúa | Continúa           | Continúa           | Continúa           | Continúa           | Finalista          | Segundo |
| Andrés    | Continúa | Continúa | Continúa | Continúa           | Continúa           | Continúa           | Continúa           | Finalista          | Tercero |
| D. Pedre  | Continúa | Continúa | Continúa | Continúa           | Continúa           | Continúa           | Continúa           | Finalista          | Sapo    |
| Jorge     | Continúa | Continúa | Continúa | Continúa           | Continúa           | Continúa           | Continúa           | Finalista          | Sapo    |
| Enrique   | Continúa | Continúa | Continúa | Continúa           | Continúa           | Continúa           | Continúa           | Finalista          | Sapo    |
| Brian     | Continúa | Continúa | Continúa | Continúa           | Continúa           | Continúa           | Continúa           | Sapo               |         |
| Luis      | Continúa | Continúa | Continúa | Continúa           | Continúa           | Continúa           | Continúa           | Sapo               |         |
| Borja     | Continúa | Continúa | Continúa | Continúa           | Continúa           | Continúa           | Sapo               |                    |         |
| Guillermo | Continúa | Continúa | Continúa | Continúa           | Continúa           | Continúa           | Sapo               |                    |         |
| Álvaro C. | Continúa | Continúa | Continúa | Continúa           | Continúa           | Sapo               |                    |                    |         |
| Pau       | Sapo     |          | Regresa  | Continúa           | Sapo               |                    |                    |                    |         |
| Carlos    | Continúa | Continúa | Continúa | Sapo               |                    |                    |                    |                    |         |
| Yong Li   | Continúa | Continúa | Continúa | Sapo               |                    |                    |                    |                    |         |
| Roberto   | Continúa | Continúa | Continúa | Sapo               |                    |                    |                    |                    |         |
| Álvaro R. | Continúa | Continúa | Continúa | Sapo               |                    |                    |                    |                    |         |
| Iván      | Continúa | Continúa | Sapo     |                    |                    |                    |                    |                    |         |
| Xavi      | Continúa | Continúa | Sapo     |                    |                    |                    |                    |                    |         |
| Alejandro | Continúa | Continúa | Sapo     |                    |                    |                    |                    |                    |         |
| Jaime     | Continúa | Sapo     |          |                    |                    |                    |                    |                    |         |
| Manuel    | Continúa | Sapo     |          |                    |                    |                    |                    |                    |         |
| Pedro     | Sapo     |          |          |                    |                    | Invitado           |                    |                    |         |
| Restituto | Sapo     |          |          |                    |                    |                    |                    |                    |         |
| Arnau     | Sapo     |          |          |                    |                    |                    |                    |                    |         |

     Concursante que fue eliminado por Corina.
     Concursante que fue repescado por Corina (1.er deseo).
     Concursante que fue eliminado por Nahir.
     Concursante que fue eliminado por Javi.
     Concursante que fue eliminado por el padre de Corina.
     Concursante que fue nombrado «Príncipe Finalista» por Corina.
     Concursante que sigue en la lucha por conquistar a Corina.

### Audiencias
| N.º | Título                                                               | Fecha de emisión    | Audiencia         |
| --- | -------------------------------------------------------------------- | ------------------- | ----------------- |
| 1   | «Llega la princesa de tus sueños»                                    | 12 de mayo de 2013  | 1 355 000 (7,0%)  |
| 2   | «Corina vive una nueva ilusión y su primer desengaño»                | 19 de mayo de 2013  | 1 500 000 (7,4%)  |
| 3   | «Una repesca inesperada»                                             | 26 de mayo de 2013  | 1 585 000 (8,0%)  |
| 4   | «Uno de los conquistadores gana la inmunidad»                        | 3 de junio de 2013  | 1 601 000 (9,3%)  |
| 5   | «Corina conoce el entorno familiar de algunos de sus conquistadores» | 10 de junio de 2013 | 1 667 000 (9,1%)  |
| 6   | «Los conquistadores toman las riendas»                               | 17 de junio de 2013 | 1 586 000 (9,3%)  |
| 7   | «Viaje a Roma y segundo beso de amor»                                | 24 de junio de 2013 | 1 492 000 (9,7%)  |
| 8   | «Se desata la tormenta entre dos aspirantes»                         | 1 de julio de 2013  | 1 725 000 (11,1%) |
| 9   | «¿Quién será su príncipe?»                                           | 8 de julio de 2013  | 1 828 000 (12,4%) |

## Un príncipe para Laura (2014)

### Protagonista
| Protagonista | Edad    | Profesión                        |
| ------------ | ------- | -------------------------------- |
| Laura Parejo | 21 años | Estudiante de Educación Infantil |

La protagonista del cuento se llama Laura Parejo, una joven mallorquina de 21 años que estudia Educación Infantil y, además, aspira a actriz. Rebelde, alocada y de personalidad arrolladora, a su pronta edad quiere completar su felicidad encontrando al amor de su vida... También ha participado en el videoclip "El ritmo de las olas" del dúo musical Andy y Lucas como protagonista del vídeo.

### Equipos
A continuación se detallan los cuatro grupos de conquistadores.
|               |    | Guapos                     | Únicos               | Simpáticos                    | Nerds                          |
| ------------- | -- | -------------------------- | -------------------- | ----------------------------- | ------------------------------ |
| Participantes | 01 | Pablo Maciñeira (22)       | José "La Pepa" (32)  | César Rey (32)                | Gonzalo Orellana (22)          |
| Participantes | 02 | Bruno Castellote (27)      | Manuel Álvarez (26)  | Álvaro Pinazo (20)            | Daniel Velázquez "Ciervo" (21) |
| Participantes | 03 | José Antonio Cidoncha (25) | David Gutiérrez (19) | Borja Aranda (22)             | Ángel Carmona "Naut" (35)      |
| Participantes | 04 | Marc Jiménez (24)          | Guido Santonico (24) | Daniel Sánchez "Navidad" (31) | Carles Pons (21)               |
| Participantes | 05 | Alexander Hilton (26)      | Juan Yanes (30)      | Sergio García (24)            | Daniel Iglesias (28)           |
| Participantes | 06 | Alexei Eremenko (22)       | José Duarte (25)     | Manu Román (24)               | Cristofer Davide (24)          |

#### Mundo televisivo
- Borja Aranda, participó como fan de Igor en la final de Gran Hermano Catorce en junio de 2013, y en verano de 2014 es postulante a gancho en Mujeres y Hombres y Viceversa.

Trabajó de reportero en el programa de Divinity Cazamariposas y otro programas de Mediaset.
- Laura Parejo fue colaboradora en el Debate de Gran Hermano VIP 3.
- Bruno Castellote, también conocido como @staybybruno en el mundo blogger.
- Álvaro Pinazo, también conocido por aparecer con Mocito Féliz detrás de los famosos.

### Estadísticas semanales
|              | Gala 1   | Gala 2   | Gala 3   | Gala 4   | Gala 5             | Gala 6             | Gala 7             | Semifinal | Final   |
| ------------ | -------- | -------- | -------- | -------- | ------------------ | ------------------ | ------------------ | --------- | ------- |
| Pablo        | Continúa | Favorito | Sapo     |          | Regresa            | Continúa           | Continúa           | Finalista | Ganador |
| Bruno        | Continúa | Continúa | Continúa | Continúa | Continúa           | Continúa           | Continúa           | Finalista | Segundo |
| César        | Continúa | Continúa | Continúa | Continúa | Continúa           | Continúa           | Continúa           | Finalista | Tercero |
| "Cidoncha"   | Continúa | Continúa | Continúa | Continúa | Continúa           | Continúa           | Continúa           | Finalista | Sapo    |
| Gonzalo      | Continúa | Continúa | Continúa | Continúa | Continúa           | Continúa           | Continúa           | Finalista | Sapo    |
| Álvaro       | Continúa | Continúa | Continúa | Continúa | Continúa           | Continúa           | Continúa           | Finalista | Sapo    |
| J. "La Pepa" | Continúa | Continúa | Continúa | Continúa | Continúa           | Continúa           | Continúa           | Finalista | Sapo    |
| Manuel       | Continúa | Continúa | Continúa | Continúa | Príncipe Finalista | Príncipe Finalista | Príncipe Finalista | Sapo      |         |
| D. "Ciervo"  | Continúa | Continúa | Continúa | Continúa | Continúa           | Continúa           | Sapo               |           |         |
| Marc         | Continúa | Continúa | Continúa | Continúa | Continúa           | Continúa           | Sapo               |           |         |
| Borja        | Continúa | Continúa | Continúa | Continúa | Continúa           | Sapo               |                    |           |         |
| Ángel "Naut" | Continúa | Continúa | Continúa | Continúa | Sapo               |                    |                    |           |         |
| David        | Continúa | Continúa | Continúa | Sapo     |                    |                    |                    |           |         |
| Guido        | Continúa | Continúa | Continúa | Sapo     |                    |                    |                    |           |         |
| Carles       | Continúa | Continúa | Continúa | Sapo     |                    |                    |                    |           |         |
| D. "Navidad" | Continúa | Continúa | Continúa | Sapo     |                    |                    |                    |           |         |
| D. Iglesias  | Continúa | Continúa | Sapo     |          |                    |                    |                    |           |         |
| Alexander    | Continúa | Continúa | Sapo     |          |                    |                    |                    |           |         |
| Juan         | Favorito | Sapo     |          |          |                    |                    |                    |           |         |
| Sergio       | Continúa | Sapo     |          |          |                    |                    |                    |           |         |
| Alexei       | Sapo     |          |          |          |                    |                    |                    |           |         |
| Cristofer    | Sapo     |          |          |          |                    |                    |                    |           |         |
| José Duarte  | Sapo     |          |          |          |                    |                    |                    |           |         |
| Manu         | Sapo     |          |          |          |                    |                    |                    |           |         |

     Concursante que fue eliminado por Laura.
     Concursante que fue eliminado por Ana.
     Concursante que fue eliminado por Mateo.
     Concursante que fue eliminado por Berto, exnovio de Laura e infiltrado por deseo de ella.
     Concursante que fue eliminado por el padre de Laura.
     Concursante que fue nombrado «Príncipe Finalista» o «Favorito» por Laura.
     Concursante que sigue en la lucha por conquistar a Laura.
     Concursante repescado.
     Concursante que pide la calabaza voluntariamente.

### Audiencias
| N.º | Título                    | Fecha de emisión    | Audiencia        |
| --- | ------------------------- | ------------------- | ---------------- |
| 1   | «¿Príncipes o ranas?»     | 3 de abril de 2014  | 1 221 000 (7,4%) |
| 2   | «Destino de caballero»    | 10 de abril de 2014 | 1 080 000 (6,3%) |
| 3   | «Se acerca el invierno»   | 17 de abril de 2014 | 664 000 (4,9%)   |
| 4   | «Desembarco del Rey»      | 24 de abril de 2014 | 856 000 (6,6%)   |
| 5   | «Deseos de Princesa»      | 1 de mayo de 2014   | 811 000 (6,2%)   |
| 6   | «Cuando los celos reinan» | 7 de mayo de 2014   | 631 000 (3,4%)   |
| 7   | «Viaje real»              | 14 de mayo de 2014  | 580 000 (5,8%)   |
| 8   | «El beso de la serpiente» | 21 de mayo de 2014  | 562 000 (3,0%)   |
| 9   | «Colorín, colorado»       | 28 de mayo de 2014  | 386 000 (5,6%)   |

## Un príncipe para tres princesas (2016)

### Protagonistas
| Protagonista                   | Edad    | Lugar de residencia | Profesión              | Asesor                               |
| ------------------------------ | ------- | ------------------- | ---------------------- | ------------------------------------ |
| Marta Marchena                 | 21 años | Sevilla             | Auxiliar de enfermería | Chari (Tía)                          |
| María Luisa "Yiya" del Guillén | 27 años | Badajoz             | Graduada en Periodismo | Nuria (Amiga) / Fidel (Pretendiente) |
| Rym Renom                      | 24 años | Málaga              | Odontóloga             | Pedro (Amigo)                        |

### Equipos
A continuación se detallan los cuatro grupos de conquistadores.
|               |    | Marta            | Yiya                  | Rym                 |
| ------------- | -- | ---------------- | --------------------- | ------------------- |
| Participantes | 01 | Fernando Padilla | Borja Portella        | David Jaraba        |
| Participantes | 02 | Mateo Alcaraz    | Juan Carlos Marcellán | Umberto Rodríguez   |
| Participantes | 03 | Ramiro Junco     | Fidel Corredera       | César Augusto Sáenz |
| Participantes | 04 | Nacho Sanchís    | Josh Wang             | Alfredo Araoz       |
| Participantes | 05 | Iván Bustos      | César Augusto Sáenz   | Diego Blanco        |
| Participantes | 06 | Fidel Corredera  | Daniel Wattremez      | Ramiro Junco        |
| Participantes | 07 | Josh Rodríguez   | Abel Carretero        | Carlos Yael Ramos   |
| Participantes | 08 | Jalal Gómez      | Javier Herrera        | Juan Jesús Jiménez  |
| Participantes | 09 | Álvaro Riquelme  | José Generoso         | Damián Novo         |

#### Mundo televisivo
- Rym Renom tras el programa fue tronista de Mujeres y hombres y viceversa.
- David Jaraba, elegido de Rym, fue pretendiente de Ana "Anginas" en Mujeres y hombres y viceversa, resultando elegido por esta.
- María Luisa "Yiya" del Guillén tras el programa fue concursante de Supervivientes 2020, siendo la novena expulsada de la edición tras 77 días en el concurso. En 2023, volvió a probar suerte en Gran Hermano VIP como aspirante. Sin embargo, no fue elegida como concursante y solo estuvo en la casa 7 días.

### Estadísticas semanales
| Conquistadores | Conquistadores | Galas    | Galas    | Galas    | Galas    | Galas    | Galas    | Galas    | Galas     | Galas   |
| Conquistadores | Conquistadores | Gala 1   | Gala 2   | Gala 3   | Gala 4   | Gala 5   | Gala 6   | Gala 7   | Semifinal | Final   |
| -------------- | -------------- | -------- | -------- | -------- | -------- | -------- | -------- | -------- | --------- | ------- |
|                | Borja          | Continúa | Continúa | Continúa | Continúa | Continúa | Continúa | Continúa | Finalista | Ganador |
|                | David Jaraba   | Continúa | Continúa | Continúa | Continúa | Continúa | Continúa | Continúa | Finalista | Ganador |
|                | Juan Carlos    | Continúa | Continúa | Continúa | Continúa | Continúa | Continúa | Continúa | Finalista | Segundo |
|                | Umberto        | Continúa | Continúa | Continúa | Continúa | Continúa | Continúa | Continúa | Finalista | Segundo |
|                | F. Padilla     | Continúa | Continúa | Continúa | Continúa | Continúa | Continúa | Continúa | Finalista | Rechazo |
|                | Mateo          | Continúa | Continúa | Continúa | Continúa | Continúa | Continúa | Continúa | Finalista | Rechazo |
|                | Ramiro         | Continúa | Continúa | Continúa | Sapo     | Deseo    | Deseo    |          |           | Rechazo |
|                | Fidel          | Continúa | Continúa | Continúa | Sapo     |          |          | Regresa  | Continúa  | Sapo    |
|                | César Augusto  | Continúa | Continúa | Continúa | Continúa | Sapo     |          |          | Regresa   | Sapo    |
|                | Nacho          | Continúa | Continúa | Continúa | Continúa | Continúa | Continúa | Continúa | Sapo      |         |
|                | Josh Wang      | Continúa | Continúa | Continúa | Continúa | Continúa | Continúa | Sapo     |           |         |
|                | Alfredo        | Continúa | Continúa | Continúa | Continúa | Continúa | Continúa | Sapo     |           |         |
|                | Iván           | Continúa | Continúa | Continúa | Continúa | Sapo     |          |          |           |         |
|                | Diego          | Continúa | Continúa | Continúa | Continúa | Abandono |          |          |           |         |
|                | Daniel         | Continúa | Continúa | Continúa | Sapo     |          |          |          |           |         |
|                | Josh R.        | Continúa | Continúa | Sapo     |          |          |          |          |           |         |
|                | Abel           | Continúa | Continúa | Sapo     |          |          |          |          |           |         |
|                | Carlos Yael    | Continúa | Continúa | Sapo     |          |          |          |          |           |         |
|                | Jalal          | Continúa | Sapo     |          |          |          |          |          |           |         |
|                | Javier         | Continúa | Sapo     |          |          |          |          |          |           |         |
|                | Juan Jesús     | Continúa | Sapo     |          |          |          |          |          |           |         |
|                | Álvaro         | Sapo     |          |          |          |          |          |          |           |         |
|                | José           | Sapo     |          |          |          |          |          |          |           |         |
|                | Damián         | Sapo     |          |          |          |          |          |          |           |         |

- Fidel comenzó su conquista pretendiendo a Marta, pero un par de galas después de ser eliminado por esta, inició su conquista/asesoramiento a Yiya.
- César Augusto comenzó su conquista pretendiendo a Yiya, pero un par de galas después de ser eliminado por esta, inició su conquista a Rym.
- Ramiro reaparece en la "Gala Final" como pretendiente de Marta, al compartir con ella un par de días durante el "Deseo".

     Conquistador que fue eliminado por su correspondiente princesa.
     Conquistador que, en ausencia de su princesa, fue eliminado por otra.
     Conquistador que abandono voluntariamente la conquista
     Conquistador que, por deseo explícito de una de las princesas, regresó y se internó en su grupo por un corto período de tiempo.
     Conquistador aspirante a príncipe en la "Gala Final".
     Conquistador que sigue en la lucha por enamorar a su princesa.
     Conquistador que regresa para luchar por otra princesa.
     Conquistador rechazado al querer quedarse soltera su correspondiente princesa.
     Conquistador que quedó segundo
     Conquistador que consiguió conquistar a su princesa

### Audiencias
| N.º | Título                                        | Fecha de emisión      | Audiencia        |
| --- | --------------------------------------------- | --------------------- | ---------------- |
| 1   | «Empieza la conquista»                        | 11 de enero de 2016   | 1 376 000 (8,3%) |
| 2   | «Llegan los asesores»                         | 18 de enero de 2016   | 1 281 000 (7,9%) |
| 3   | «Un baile de príncipes»                       | 25 de enero de 2016   | 1 133 000 (7,3%) |
| 4   | «Juego de tronos»                             | 1 de febrero de 2016  | 1 121 000 (6,9%) |
| 5   | «Tres deseos para tres princesas»             | 8 de febrero de 2016  | 1 105 000 (6,5%) |
| 6   | «Un aro para gobernarlos a todos»             | 15 de febrero de 2016 | 1 242 000 (7,2%) |
| 7   | «Las princesas viajan con sus conquistadores» | 22 de febrero de 2016 | 1 070 000 (6,2%) |
| 8   | «A un paso de la coronación»                  | 29 de febrero de 2016 | 1 102 000 (6,7%) |
| 9   | «El final del cuento»                         | 7 de marzo de 2016    | 1 236 000 (7,4%) |

## Palmarés deUn príncipe para…
| Edición                 | Fecha | Ganador           | Subcampeón                                      | Tercero             |
| ----------------------- | ----- | ----------------- | ----------------------------------------------- | ------------------- |
| Un Príncipe para Corina | 2013  | Pascual Fernández | Diego Betancort                                 | Andrés J. Martín    |
| Un Príncipe para Laura  | 2014  | Pablo Maciñeira   | Bruno Castellote                                | César Rey           |
| Un Príncipe para Marta  | 2016  | Ninguno           | Fernando Padilla / Mateo Alcaraz / Ramiro Junco | Nacho Sanchís       |
| Un Príncipe para Rym    | 2016  | David Jaraba      | Umberto Rodríguez                               | César Augusto Sáenz |
| Un Príncipe para Yiya   | 2016  | Borja Portella    | Juan Carlos Marcellán                           | Fidel Corredera     |

## Audiencias

### Un principe para...: Ediciones
| Edición                         | Fecha | Cadena | Espectadores | Cuota de pantalla | Gran final        |
| ------------------------------- | ----- | ------ | ------------ | ----------------- | ----------------- |
| Un principe para Corina         | 2013  | Cuatro | 1 593 000    | 9,3%              | 1 828 000 (12,4%) |
| Un principe para Laura          | 2014  | Cuatro | 755 000      | 5,5%              | 386 000 (5,6%)    |
| Un principe para tres princesas | 2016  | Cuatro | 1 185 000    | 7,2%              | 1 236 000 (7,4%)  |